# كارلو دي أنغيليس
كارلو دي أنغيليس (بالإيطالية: Carlo De Angelis)‏ هو لاعب كرة قدم ومدرب كرة قدم إيطالي، ولد في 12 مارس 1947.